# Karhal
Karhal är en ort i Indien.   Den ligger i distriktet Mainpuri och delstaten Uttar Pradesh, i den centrala delen av landet, 250 km sydost om huvudstaden New Delhi. Karhal ligger 160 meter över havet och antalet invånare är 26 693.
Terrängen runt Karhal är mycket platt. Runt Karhal är det tätbefolkat, med 636 invånare per kvadratkilometer. Närmaste större samhälle är Jaswantnagar, 13,6 km söder om Karhal. Trakten runt Karhal består till största delen av jordbruksmark.